# Les Demoiselles du téléphone
Pour l’article homonyme, voir Demoiselle du téléphone.
Les Demoiselles du téléphone ou Les Opératrices du téléphone au Québec (Las chicas del Cable) est une série télévisée espagnole créée par Ramón Campos et Gema R. Neira (créateurs des séries Velvet et Grand Hôtel). Elle est diffusée à partir du 28 avril 2017 sur Netflix. Il s'agit de la première série originale Netflix qui est produite en Espagne.
Elle met en scène Blanca Suárez (Alba Romero Méndez alias Lidia Aguilar Dávila), Maggie Civantos (Angeles Vidal), Ana Fernàndez (Carlota Rodriguez de Senillosa), et Nadia de Santiago (María « Marga » Suárez), dans le rôle de quatre standardistes de la compagnie de téléphone de Madrid. Le feuilleton permet de réunir plusieurs acteurs qui s’étaient rencontrés sur le tournage de El Internado dix ans plus tôt.
L'intrigue mêle l'histoire de ces quatre femmes, qui se battent, chacune à sa manière pour les droits des femmes et pour leur indépendance. 
La série évoque, à travers ses épisodes, le mouvement féministe espagnol de l'entre-deux-guerres, notamment à travers le groupe d'artistes de las Sinsombrero, les étudiantes de la Residencia de Señoritas et l'association du Lyceum Club Femenino, fondé à Madrid par Maria de Maeztu en 1926 et interdit à l'arrivée au pouvoir du dictateur Franco en 1939, dont le personnage de Sara Millán dans la série (Ana María Polvorosa) prend part aux réunions.

## Synopsis
La série se déroule dans les années 1920 et prend place à Madrid. Grâce à leur travail de standardistes dans la compagnie de téléphone de la capitale, quatre jeunes femmes en quête d’indépendance vont créer des liens et vivre des aventures plus fortes les unes que les autres. Elles se verront confrontées à de nombreux problèmes, qu'elles géreront ensemble, en ayant toujours des choix compliqués à faire, à des moments où la vulnérabilité les affecte plus que tout. 

## Distribution

### Protagonistes
- Blanca Suárez (VF : Véronique Desmadryl) : Alba Romero Méndez, alias « Lidia Aguilar Dávila » (principales saisons 1-5)
- Yon González (VF : Yann Guillemot) : Francisco Gómez (principal saisons 1, 2 et 3, récurrent saisons 4 et 5)
- Ana Fernández (VF : Magali Rosenzweig) : Carlota Rodríguez de Senillosa (principale saisons 1-5)
- Maggie Civantos (VF : Peggy Martineau) : Ángeles Vidal (principale saisons 1-4)
- Nadia de Santiago (VF : Margaux Maillet) : María « Marga » Suárez (principale saisons 1-5)
- Martiño Rivas (VF : Pascal Nowak) : Carlos Cifuentes (principal saisons 1-5)
- Ana María Polvorosa (VF : Nathalie Kanoui) : Sara Millán / Óscar Ruiz (récurrente saison 1, principale à partir de la saison 2)
- Denisse Peña (es) : Sofía Pérez Vidal (saison 5)

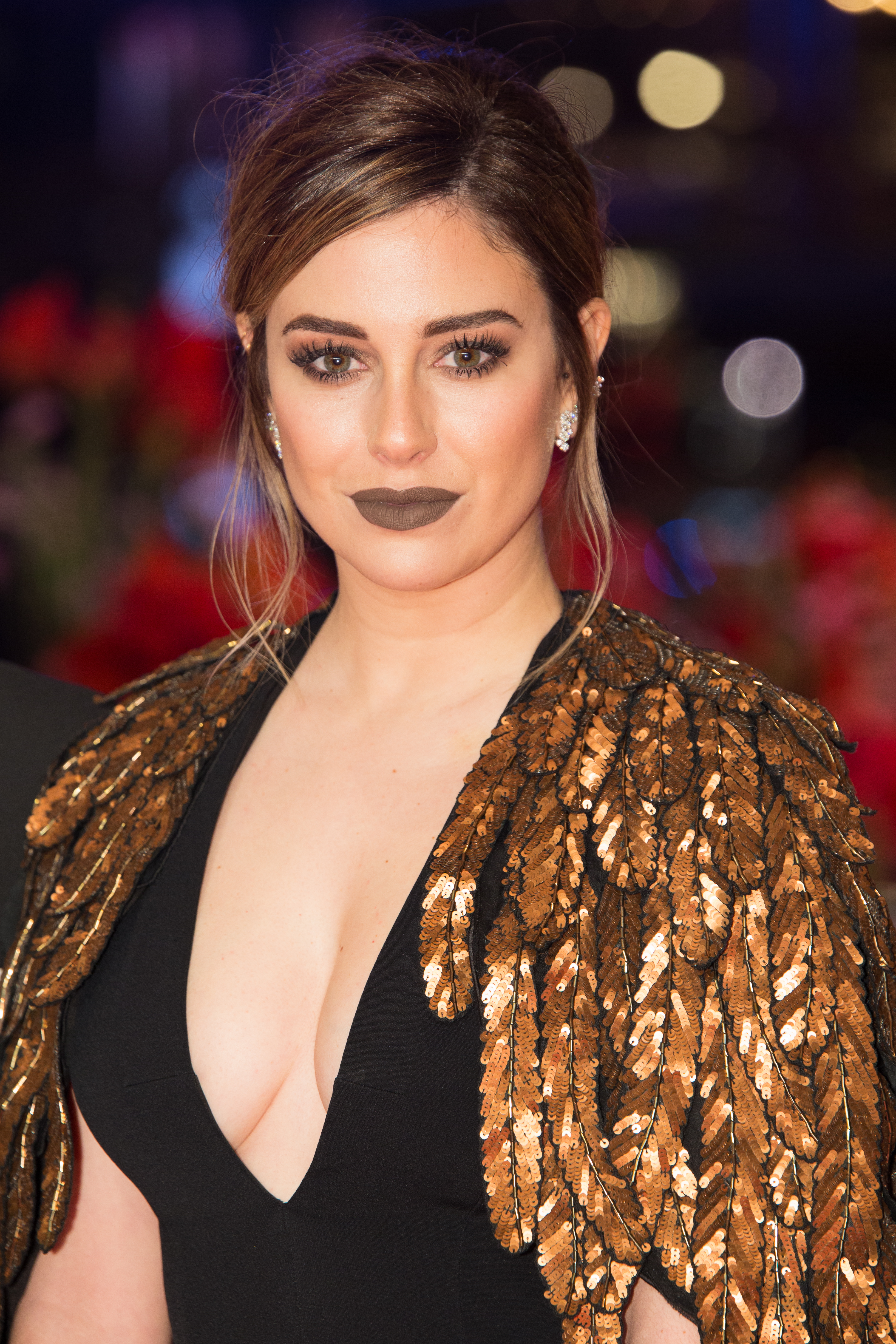
Blanca Suárez interprète de Alba Romero Méndez / Lidia Aguilar Dávila.
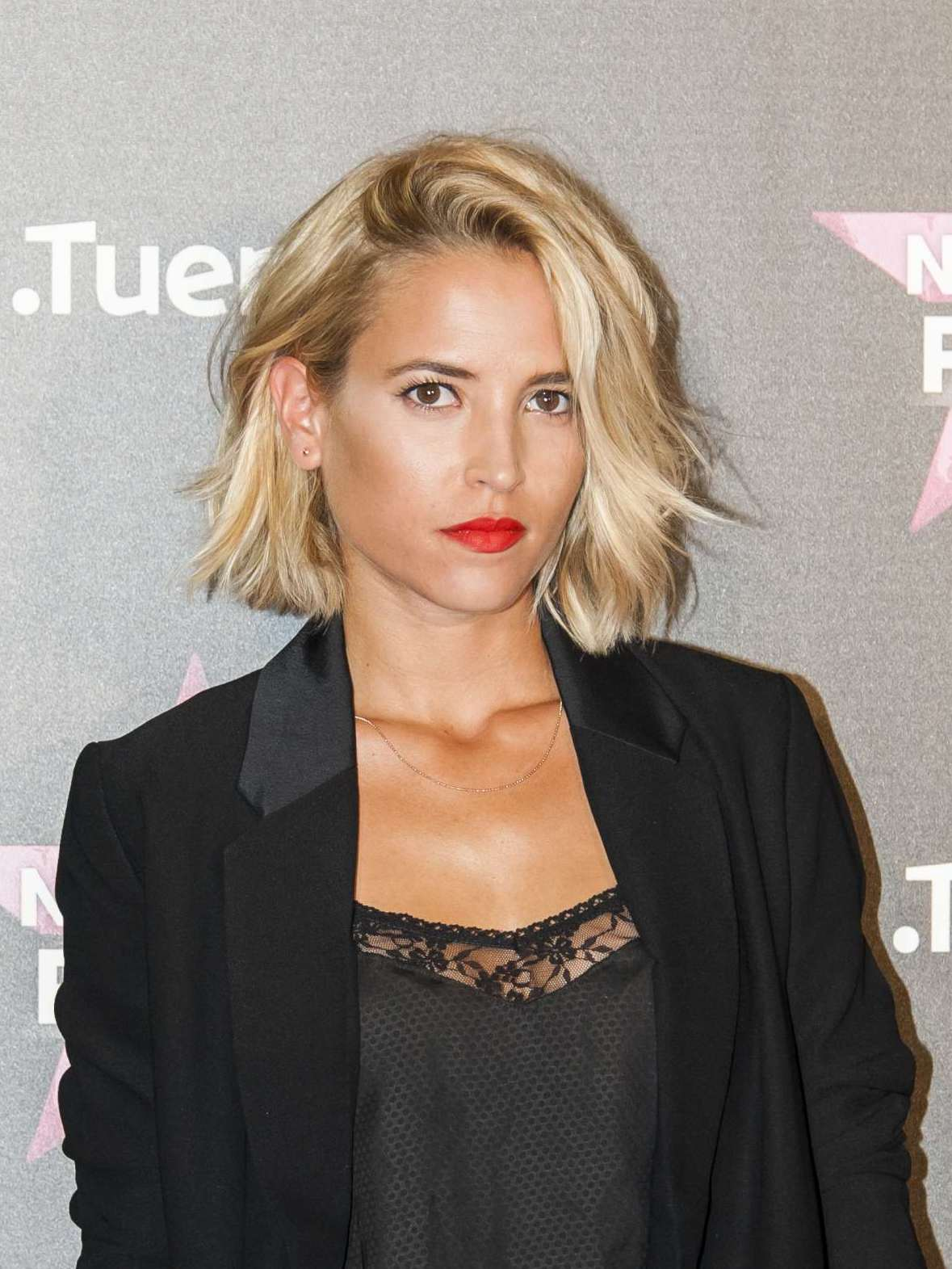
Ana Fernández interprète de Carlota Rodríguez de Senillosa.
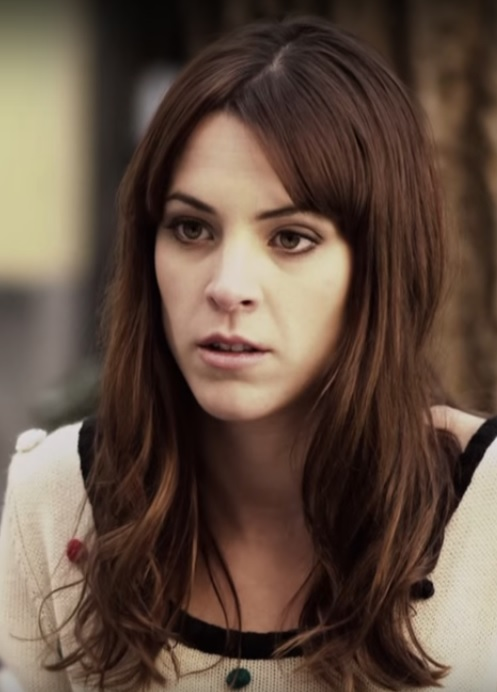
Maggie Civantos interprète de Ángeles Vidal.
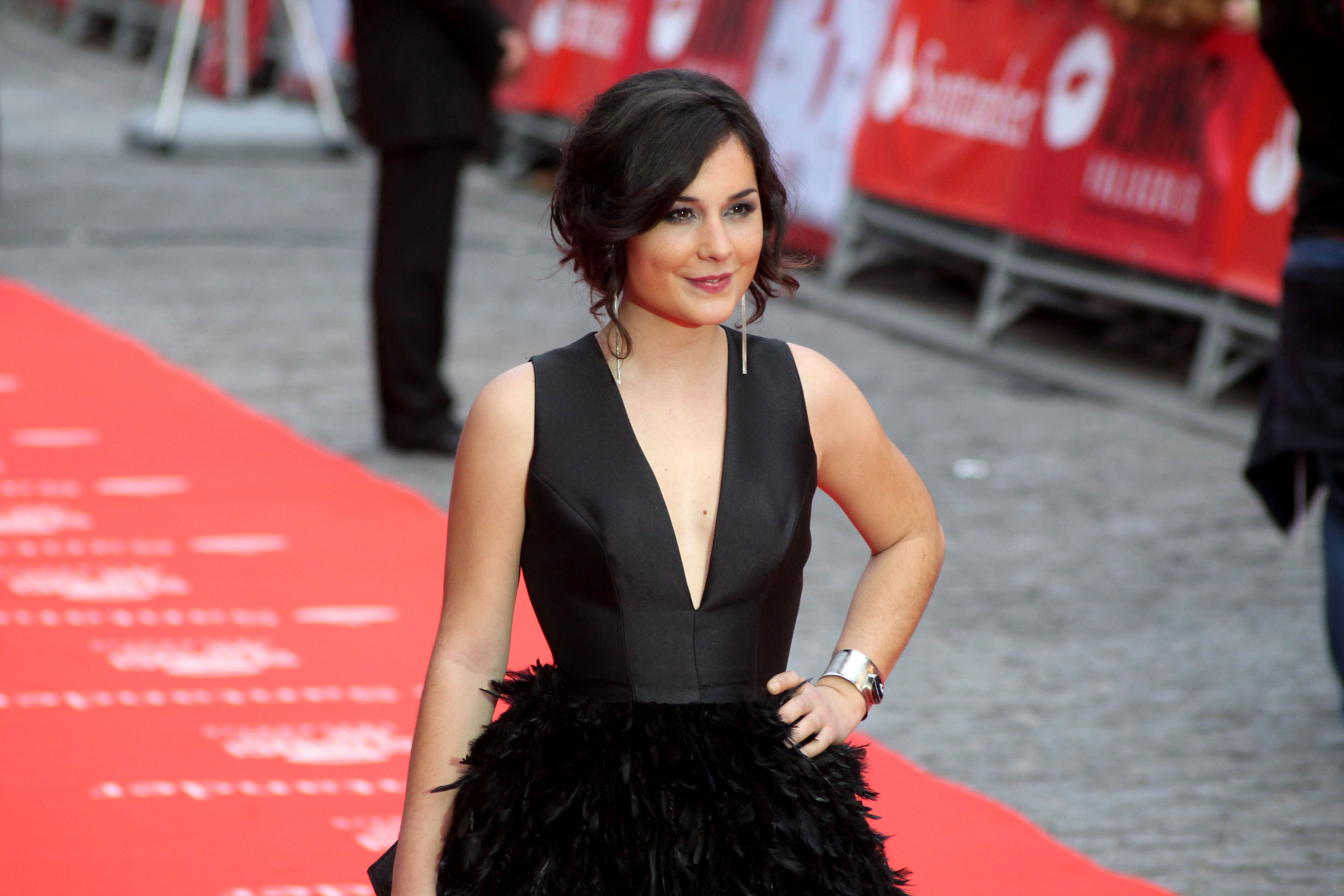
Nadia de Santiago interprète de María Inmaculada « Marga » Suárez.
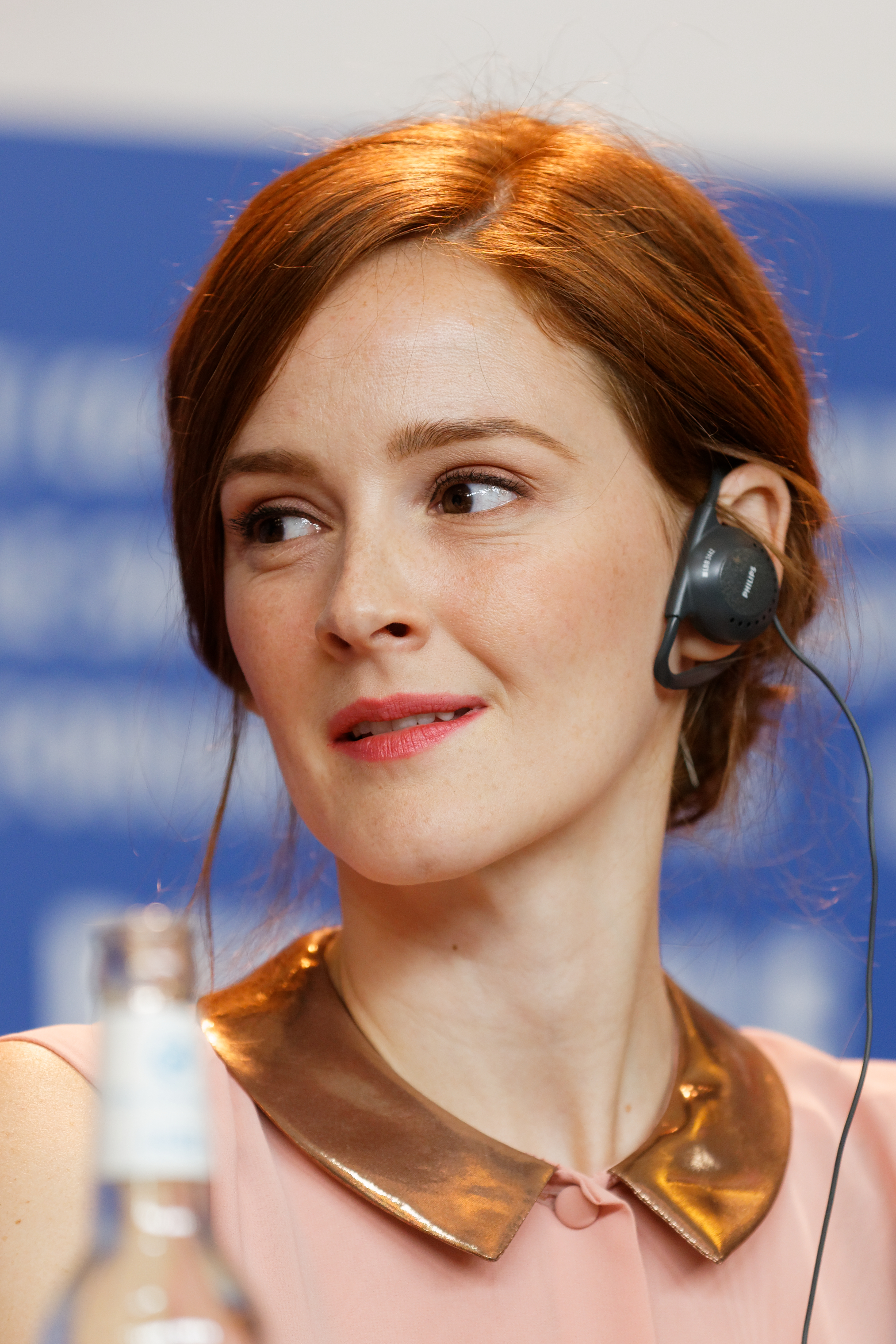
Ana María Polvorosa interprète de Sara Millán.

### Antagonistes
- Concha Velasco (VF : Marie-Martine) : Doña Carmen Benavides de Cifuentes (saisons 1-5)
- Agnés Llobet (VF : Céline Melloul) : Marisol Inostroza (invitée saisons 1 et 2)
- Iria del Río (VF : Claire Morin) : Carolina Moreno (saisons 1 et 2, invitée 3)
- Sergio Mur (VF : Jean-Marco Montalto) : Mario Pérez (saison 1, invité saison 2)
- Carlos Kaniowsky (VF : Benoît Allemane) : l'inspecteur Beltrán (saison 1)
- Paco Manzanedo : le général Salgado (saisons 4 et 5)
- Antonio Valero : le général Romero (saisons 4 et 5)

### Acteurs récurrents
- Borja Luna (VF : Stéphane Ronchewski) : Miguel Pascual
- Nico Romero (es) (VF : Guillaume Beaujolais) : Pablo Santos Villanueva (saisons 1-5) / Julio Santos Villanueva (saisons 3-5)
- Ángela Cremonte (VF : Laëtitia Godès) : Elisa Cifuentes (saisons 1, 2 et 4, invité saison 3 et 5)
- Kiti Mánver (VF : Frédérique Cantrel) : Victoria
- Antonio Velázquez (es) (VF : Francisco Gil) : l'inspecteur Cristóbal Cuevas Moreno (saisons 2-5)
- Luis Fernández (VF : Mario Bastelica) : Pedro Guzmán / Juan (invité saison 2, saison 3)
- Simón Andreu (VF : Achille Orsoni) : Ricardo Cifuentes Navarro (saison 1)
- Ernesto Alterio (VF : François Raison) : Sebastián Uribe (saisons 2 et 3)

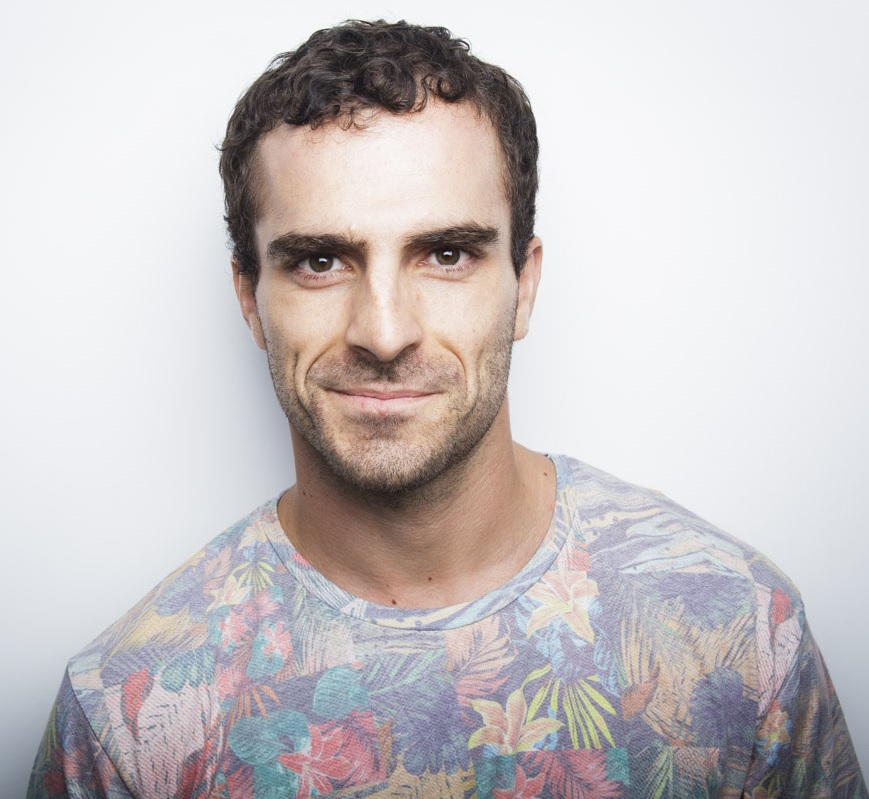
Borja Luna interprète de Miguel Pascual.
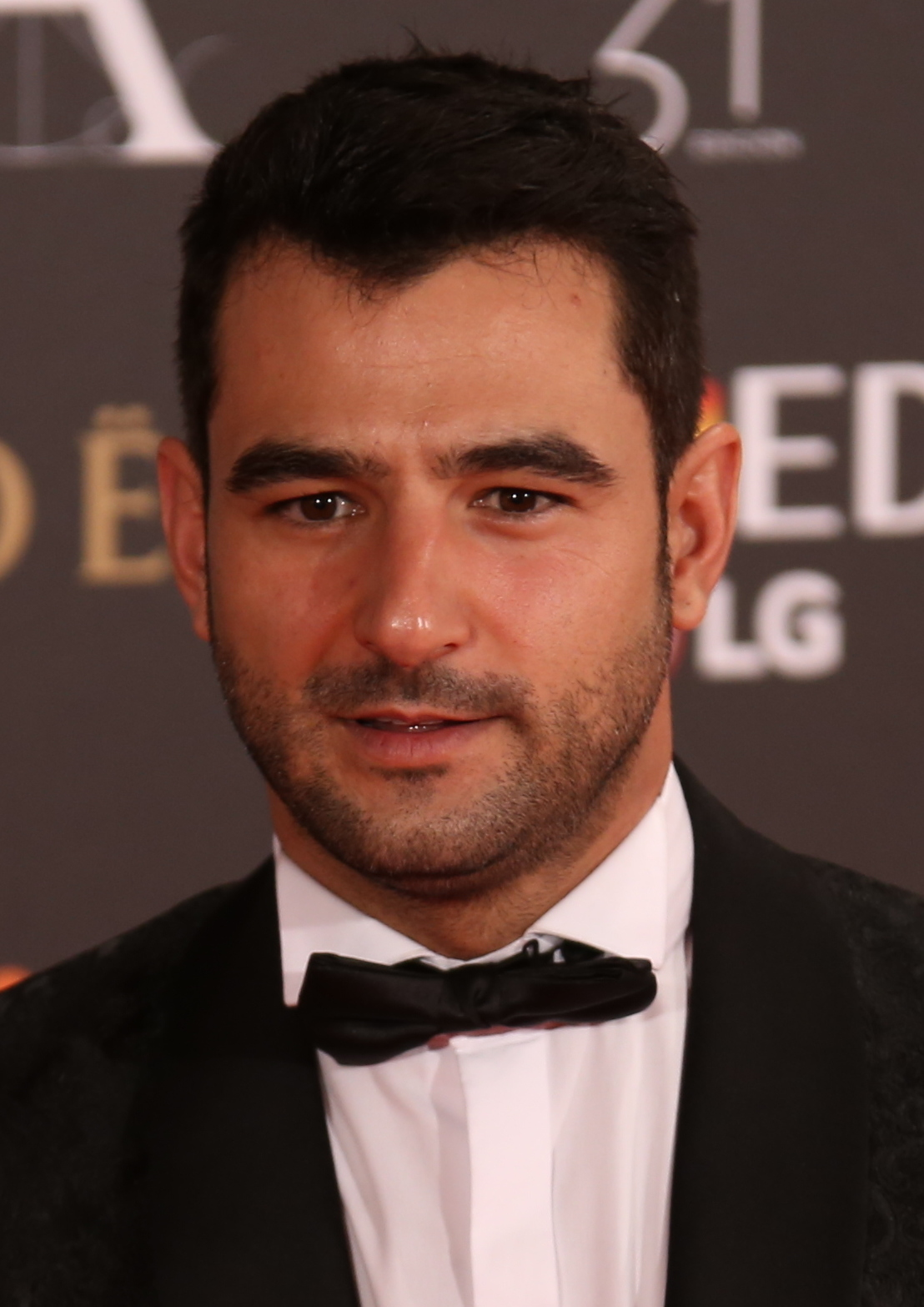
Antonio Velázquez (es) interprète de l'inspecteur Cuevas.
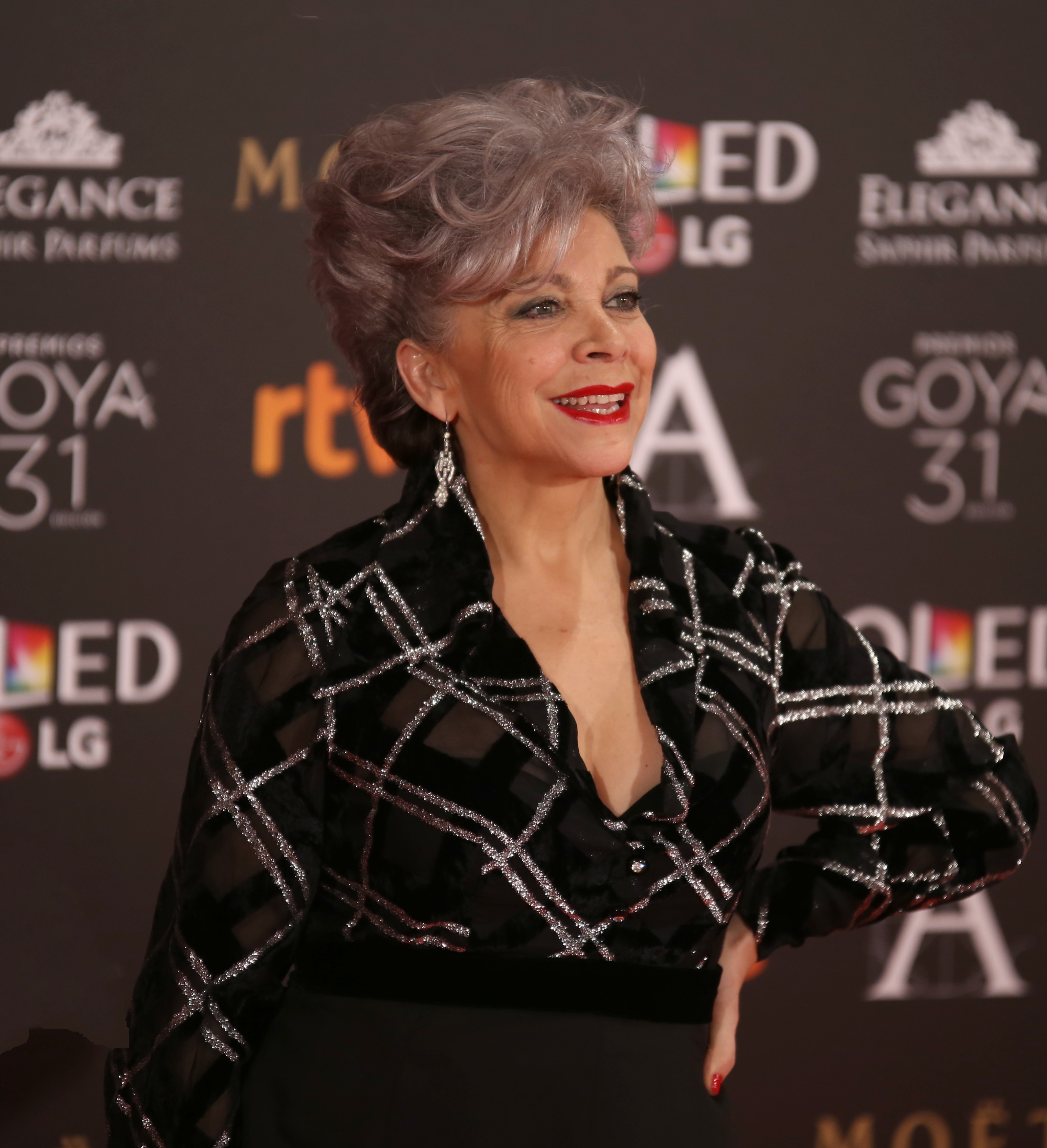
Kiti Mánver interprète de Victoria.
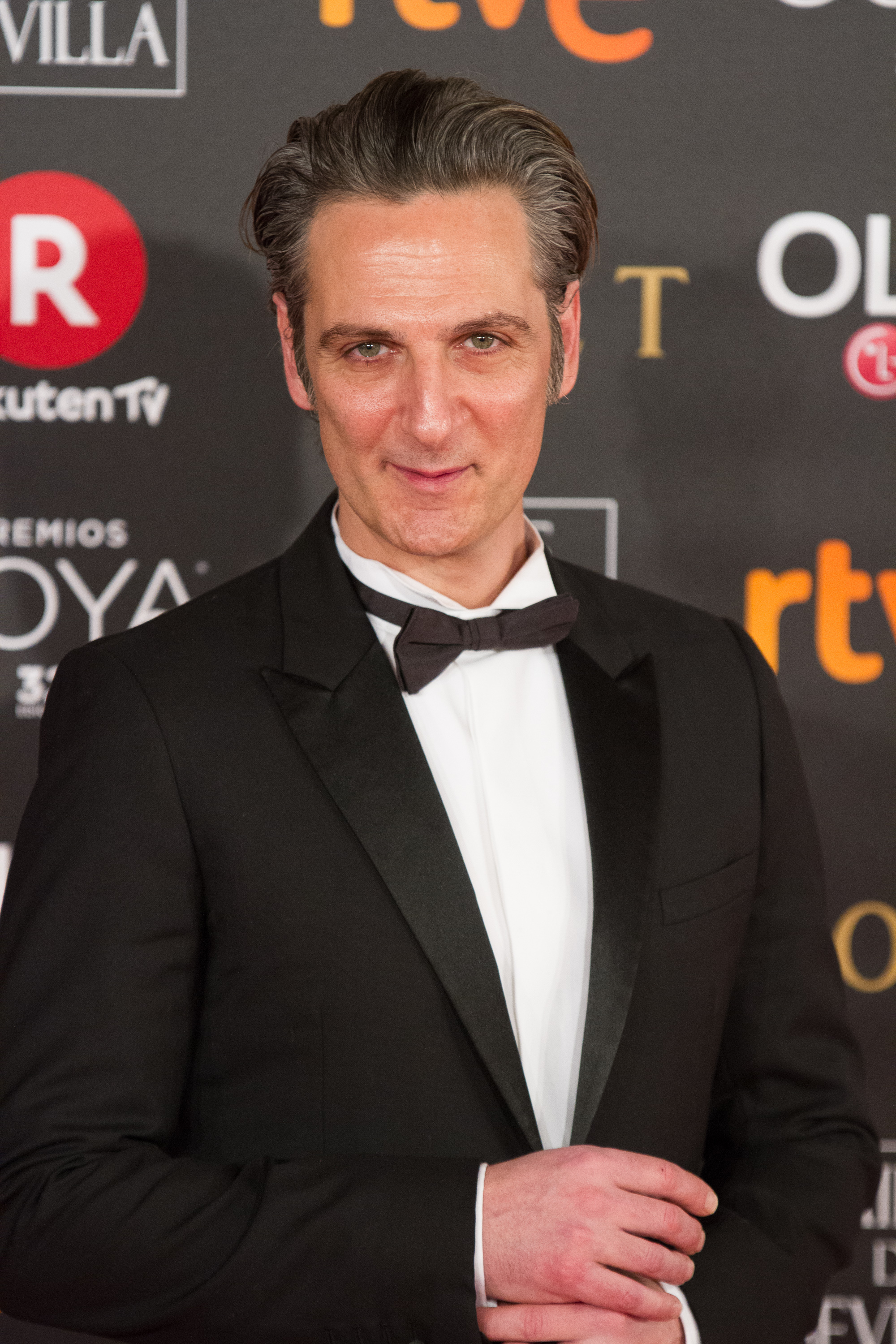
Ernesto Alterio interprète de Sebastián Uribe.
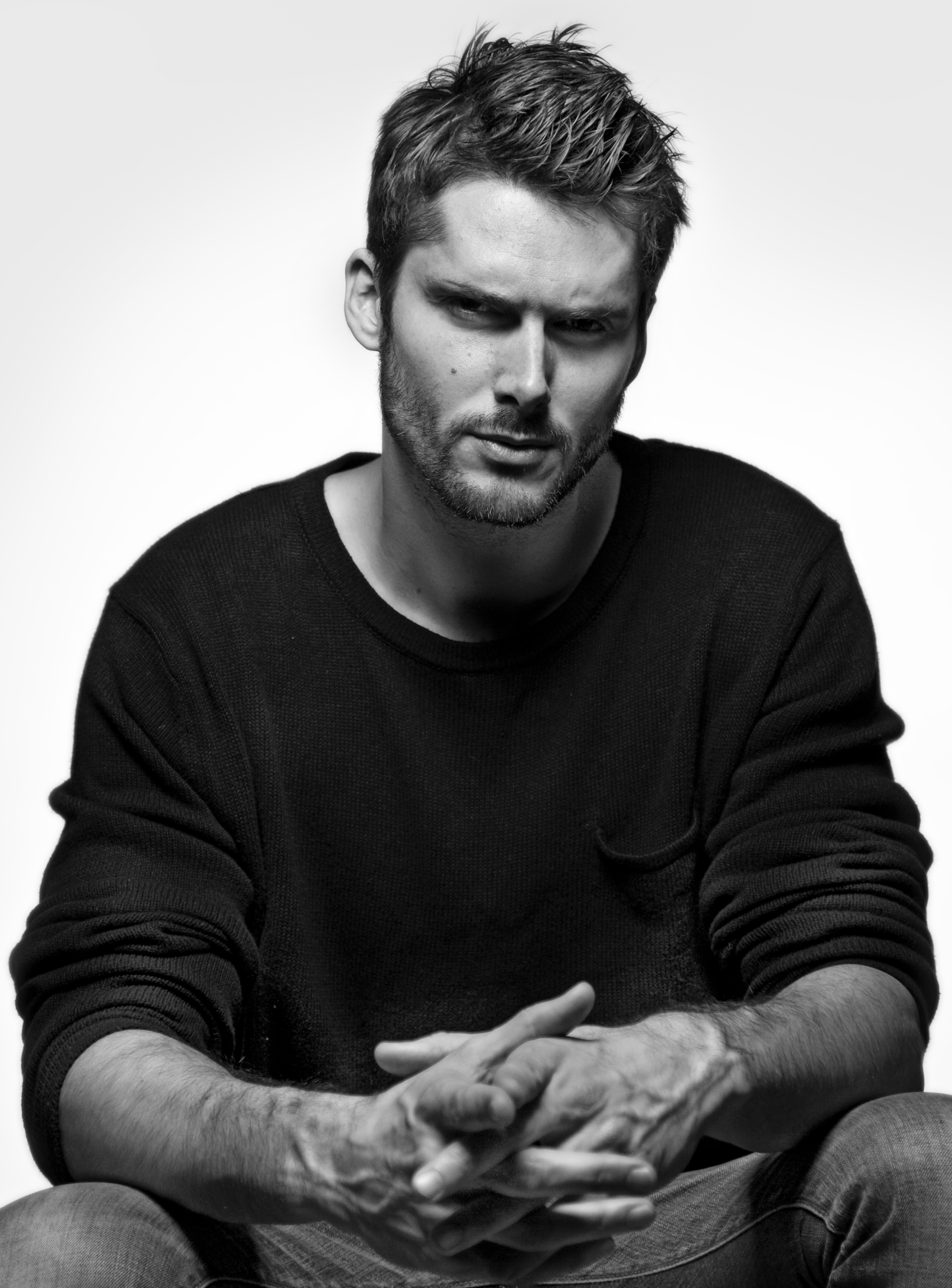
Sergio Mur interprète de Mario Pérez.

## Descriptif des personnages principaux
- Alba Romero Méndez ou Lidia Aguilar Dávila : Fugitive depuis son enfance, Alba doit changer d'identité car elle est accusée de meurtre. Elle utilise ce pseudonyme pour obtenir un poste d’opératrice du téléphone dans la compagnie madrilène ; elle se fait donc passer pour Lidia Aguilar Dávila. C'est là qu'elle retrouve son amour de jeunesse : Francisco Gómez, désormais marié avec la fille du directeur de la compagnie de téléphone.
- Angeles Vidal : Mariée à un homme violent, elle représente le stéréotype de la femme soumise. Elle travaille à la compagnie du téléphone depuis des années et c'est là qu'elle va faire la rencontre des autres protagonistes qui vont changer sa vie, en l'aidant.
- Marga Suárez  : Jeune femme très timide issue d'une famille campagnarde, elle quitte sa famille pour entrer dans la compagnie de téléphone de la capitale et change ainsi de vie, s'imposant petit à petit comme une femme de son époque, défendant ses droits, notamment dans l'ultime saison, où elle se révolte contre l'armée espagnole.
- Carlota Rodríguez de Senillosa : Issue d'une famille aisée de Madrid, elle va se révolter contre son père. Femme indépendante et féministe, elle va se battre pour les droits des femmes, pour l'homosexualité et pour la transidentité.

## Épisodes
| Saisons | Nombre d'épisodes | Diffusion Netflix | Diffusion Netflix |
| Saisons | Nombre d'épisodes | Début de saison   | Fin de saison     |
| ------- | ----------------- | ----------------- | ----------------- |
| 1       | 8                 | 28 avril 2017     | 28 avril 2017     |
| 2       | 8                 | 25 décembre 2017  | 25 décembre 2017  |
| 3       | 8                 | 7 septembre 2018  | 7 septembre 2018  |
| 4       | 8                 | 9 août 2019       | 9 août 2019       |
| 5       | 10                | 14 février 2020   | 3 juillet 2020    |

### Première saison (2017)
Composée de huit épisodes, elle est diffusée le 28 avril 2017 sur Netflix.
1. Chapitre 1 : Les Rêves (Los sueños)
2. Chapitre 2 : Les Souvenirs (Los recuerdos)
3. Chapitre 3 : Les Mensonges (Las mentiras)
4. Chapitre 4 : Les Sentiments (Los sentimientos)
5. Chapitre 5 : Le Passé (El pasado)
6. Chapitre 6 : La Famille (La familia)
7. Chapitre 7 : La Perte (La pérdida)
8. Chapitre 8 : L'Amour (El amor)

### Deuxième saison (2017)
Composée de huit épisodes, elle est diffusée le 25 décembre 2017 sur Netflix.
1. Chapitre 9 : Le Choix (La elección)
2. Chapitre 10 : Le Pacte (El pacto)
3. Chapitre 11 : La Jalousie (Los celos)
4. Chapitre 12 : La Culpabilité (La culpa)
5. Chapitre 13 : Les Secrets (Los secretos)
6. Chapitre 14 : La Solitude (La soledad)
7. Chapitre 15 : Les Occasions (Las oportunidades)
8. Chapitre 16 : L'Innocence (La inocencia)

### Troisième saison (2018)
Composée de huit épisodes, elle est diffusée le 7 septembre 2018 sur Netflix.
1. Chapitre 17 : Le Temps (El tiempo)
2. Chapitre 18 : La Mort (La muerte)
3. Chapitre 19 : La Vérité (La verdad)
4. Chapitre 20 : La Vengeance (La venganza)
5. Chapitre 21 : Le Péché (El pecado)
6. Chapitre 22 : La Lutte (La lucha)
7. Chapitre 23 : L'Espoir (La esperanza)
8. Chapitre 24 : Le Destin (El destino)

### Quatrième saison (2019)
Composée de huit épisodes, elle est diffusée le 9 août 2019 sur Netflix.
1. Chapitre 25 : L'Égalité (La igualdad)
2. Chapitre 26 : La Liberté (La libertad)
3. Chapitre 27 : La Justice (La justicia)
4. Chapitre 28 : La Peur (El miedo)
5. Chapitre 29 : La Vie (La vida)
6. Chapitre 30 : Le Doute (La duda)
7. Chapitre 31 : Le Bonheur (La felicidad)
8. Chapitre 32 : La Chance (La suerte)

### Cinquième saison (2020)
Cette dernière saison de dix épisodes est séparée en deux parties, les cinq premiers épisodes sont disponibles sur Netflix depuis le 14 février 2020 et les cinq derniers sont disponibles depuis le 3 juillet 2020.
1. Chapitre 33 : La Guerre (La guerra)
2. Chapitre 34 : La Haine (El odio)
3. Chapitre 35 : Le Courage (El coraje)
4. Chapitre 36 : Le Contrôle (El control)
5. Chapitre 37 : La Folie (La locura)
6. Chapitre 38 : Le Pouvoir (El poder)
7. Chapitre 39 : La Patience (La paciencia)
8. Chapitre 40 : La Douleur (El dolor)
9. Chapitre 41 : La Défaite (La derrota)
10. Chapitre 42 : Le Dénouement (El final)

## Anecdotes
- La distribution de ce feuilleton a permis de réunir plusieurs comédiens qui avaient fait leurs débuts ensemble, en 2007, dans El Internado : Blanca Suárez (Julia Medina), Yon González (Iván Noiret León), Martiño Rivas (Marcos Novoa Pazos), Denisse Peña (es) (Evelyn Pons).
- Yon González et Concha Velasco avaient déjà tourné ensemble auparavant dans le feuilleton Grand Hôtel, déjà réalisé par les créateurs des Demoiselles du téléphone.

## Distinctions

### Récompenses
- Prix Ondas 2017 : meilleure websérie ou série en ligne
- Prix Platino 2017 : meilleure actrice dans une série télévisée pour Blanca Suárez
- Montée Ibérique Awards 2017 : meilleure série espagnole diffusée en France[5]

### Nominations
- Montée Ibérique Awards 2017 : 
  - meilleure actrice de télévision pour Blanca Suárez,
  - meilleur acteur de télévision pour Yon González,
  - meilleur second rôle féminin pour Maggie Civantos,
  - meilleure série de l'année[6]
- Montée Ibérique 2018 :
  - meilleur acteur dans un second rôle pour Nico Romero
  - meilleure série espagnole diffusée en France